# Chorney Beach (Saskatchewan)
Chorney Beach ist eines von 42 Feriendörfern (Resort Villages) in der Provinz Saskatchewan. Die Gemeinde gehört zu der Gruppe der „urban municipalities“ und verfügt, wie alle „urban municipalities“ in der Provinz, über eine eigenständige Verwaltung.
Chorney Beach ist umgeben von der Foam Lake No. 276 und gehört zur Census Division No. 10. Das Feriendorf grenzt direkt an das nördlich liegende Ressort Leslie Beach.

## Demografie
Im Jahr 2006 lebten in Chorney Beach laut einer Volkszählung ca. 36 Menschen. Nach der Zählung von 2011 sank die Einwohnerzahl um 140 % auf 15. 2016 besaß Chorney Beach 24 Einwohner.